# Georges Martin
Georges Martin (Parijs, 9 mei 1844 – aldaar, 1 oktober 1916) was een Franse arts, senator, republikeins politicus en vrijmetselaar. Hij is vooral bekend als medeoprichter en organisator van de Le Droit Humain, de eerste maçonnieke orde waarin mannen en vrouwen op voet van gelijkheid samenwerken. Na het overlijden van Maria Deraismes werd hij de drijvende kracht achter de institutionele uitbouw van de orde.

## Levensloop
Martin werd geboren op rue Mouffetard 101 in Parijs als zoon van de apotheker Marie Hippolyte Joseph Martin en Anne Françoise Caroline Faffe. Hij volgde onderwijs bij de jezuïeten aan de rue Lhomond. In 1861 behaalde hij een literair baccalaureaat en in 1863 een wetenschappelijk baccalaureaat. Hij begon aan een studie medicijnen aan de universiteit van Parijs, maar onderbrak deze om in 1866 deel te nemen aan de veldtocht van Giuseppe Garibaldi in Lombardije-Venetië. Datzelfde jaar richtte hij in Parijs een openbare gezondheidsdienst op (service sanitaire), waarmee hij zich presenteerde als médecin des pauvres.
Daarna hervatte hij zijn studie in Montpellier, waar hij in 1870 zijn artsdiploma behaalde. Tijdens de Frans-Duitse oorlog diende hij als hulparts op het fort van Issy. In 1871 vestigde hij zich als arts aan de rue Mouffetard, waar hij bekendstond om zijn toewijding aan de armen.
In 1874 werd hij verkozen tot gemeenteraadslid in Parijs (wijk La Gare, 13e arrondissement), en later herkozen in 1878, 1881 en 1884. In laatstgenoemd jaar werd hij voorzitter van de departementsraad van de Seine. Hij zette zich in voor openbare gezondheidszorg, de reorganisatie van liefdadigheidsinstellingen, steun aan kinderen en bejaarden, en bepleitte de laïcisering van ziekenhuizen. In 1876 diende hij een voorstel in voor een wet op arbeidsongevallen.
In 1885 werd hij de jongste senator van Frankrijk, als vertegenwoordiger van het departement Seine. Hij bleef gedurende zijn politieke loopbaan verbonden aan de radicaal-linkse minderheid. Na zijn nederlaag bij de senaatsverkiezingen van 1891 vestigde hij zich in het Loir-et-Cher, waar hij tot aan zijn dood actief bleef als lokaal politicus. Martins naam is verbonden aan het beroemde arrest van de Franse Raad van State van 4 augustus 1905, dat een belangrijke rol speelt in het bestuursrecht inzake overheidscontracten.
Zijn echtgenote, Irma Marie Eugénie Laîné – bekend onder de naam Marie-Georges Martin – trad in 1889 met hem in het huwelijk. Het echtpaar bleef kinderloos. Martin was atheïst en rationalist, al toonde hij zich tolerant ten opzichte van religies. Hij overleed op 1 oktober 1916 in zijn woning aan de rue Jules-Breton 5 in Parijs, die hij met eigen middelen had laten bouwen ten behoeve van Le Droit Humain. Hij werd begraven in La Ferté-Saint-Aubin.

## Vrijmetselarij en Le Droit Humain

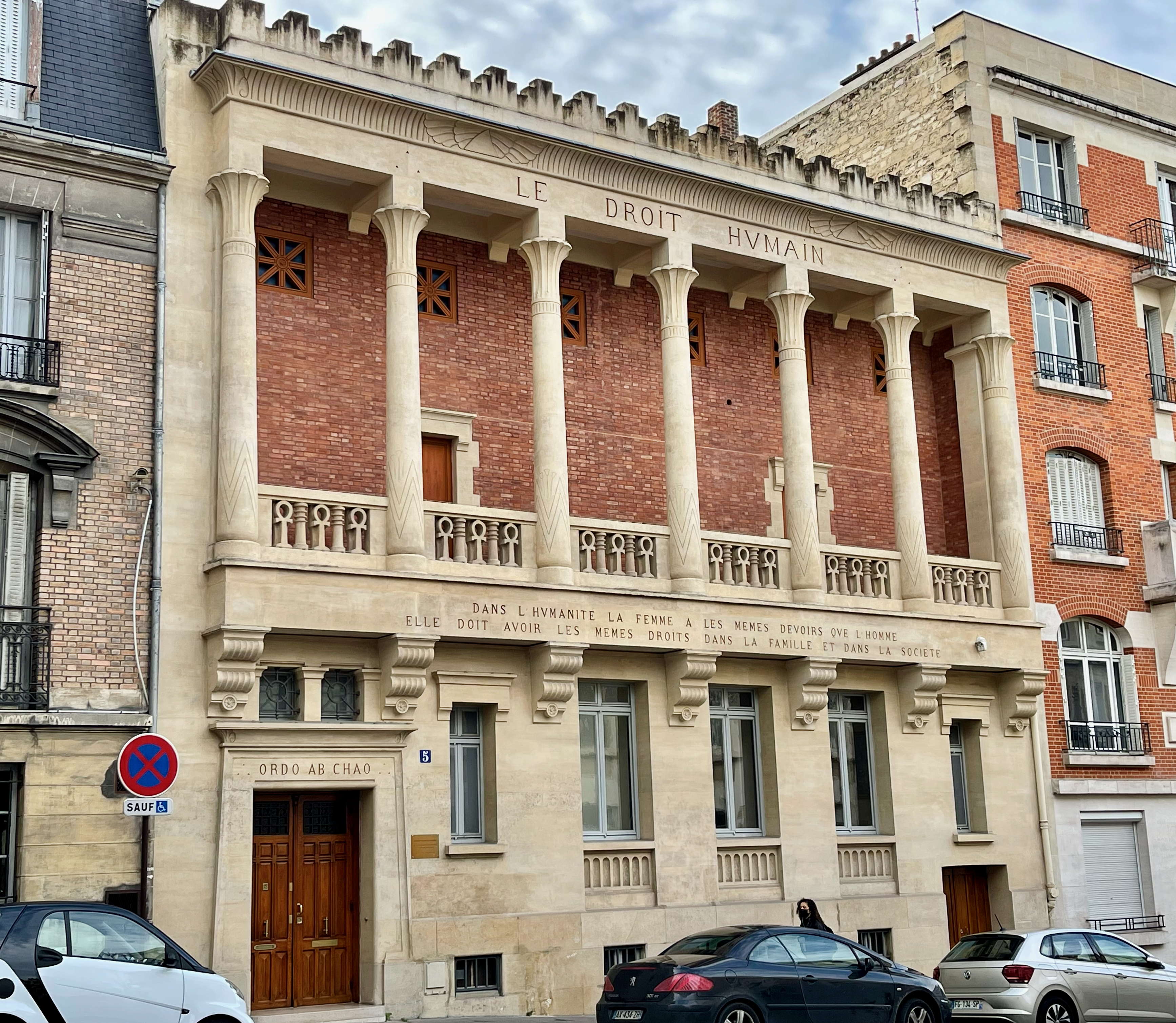
Georges Martin liet zijn huis aan rue Jules-Breton 5 (Parijs) na aan Le Droit Humain; het dient nog altijd als hoofdkwartier

Op 21 maart 1879 werd Martin ingewijd in de Loge Union et Bienfaisance, behorend tot de Grande Loge de France, werkend volgens de Schotse Ritus. Hij raakte actief betrokken bij de strijd tegen het gezag van het Opperraad en was medeoprichter van de Grande Loge Symbolique Écossaise (GLSE) in 1880. In 1881 werd hij voorzitter van deze obediëntie, die de autonomie van de symbolieke graden verdedigde, maar nog steeds geen vrouwen toeliet.
In januari 1890 werd in de Loge Jérusalem Écossaise een oproep gedaan om vrouwen in te wijden. Op 14 maart 1893 volgde de oprichting van een gemengde loge, onder leiding van Maria Deraismes, met Martin als eerste mannelijke lid. Na het overlijden van Deraismes in 1894 nam Martin de leiding over de orde op zich en bouwde deze uit tot een internationale organisatie: de Ordre Maçonnique Mixte International Le Droit Humain.
De echtgenote van Martin was eveneens actief in de orde en installeerde in 1905 de eerste Nederlandse loge, Loge Cazotte.

### Organisatie van de orde
In 1899 organiseerde Martin de orde op nationaal niveau, en in 1901 richtte hij het universele Opperraad op: het Suprême Conseil Universel Mixte. Daarmee werd toegang tot alle 33 graden mogelijk voor zowel mannen als vrouwen. Martin stond loges toe om te werken met symboliek uit de reguliere vrijmetselarij, zoals het begrip Opperbouwmeester des Heelals en het Boek der Heilige Wet.
Zijn samenwerking met Annie Besant van de Theosofische Vereniging droeg bij aan de internationale groei van de orde, met nieuwe federaties in onder andere Engeland, India en de Verenigde Staten.
De hiërarchische opzet van de orde en de openheid voor theosofie leidden tot verdeeldheid. Federaties in onder meer Nederland en Griekenland scheidden zich in de twintigste eeuw af. Toch telde de orde in 1911 wereldwijd circa 12.000 leden.

### Nalatenschap
In Paraguay is loge nr. 1892 van Le Droit Humain naar Georges Martin vernoemd, verwijzend naar het jaar waarin hij zich publiekelijk inzette voor de gemengde vrijmetselarij. Zijn woning aan de Rue Jules-Breton te Parijs, waarin ook de zetel van de orde is ondergebracht, werd in 2013 erkend als historisch monument.